# Mats Arvidsson
Mats Arvidsson (1958. április 19. –) svéd labdarúgó, hátvéd.

## Pályafutása
1978 és 1987 között a Malmö FF labdarúgója volt, ahol két svéd bajnoki címet és négy kupagyőzelmet ért el. Tagja volt az 1978–79-es idényben BEK-döntős együttesnek.

## Sikerei, díjai
Malmö FF
- Svéd bajnokság (Allsvenskan)
  - bajnok (2): 1977, 1986
- Svéd kupa (Svenska Cupen)
  - győztes (4): 1978, 1980, 1984, 1986
- Bajnokcsapatok Európa-kupája (BEK)
  - döntős: 1978–79
- Interkontinentális kupa
  - döntős: 1979